# Häggspinnmal

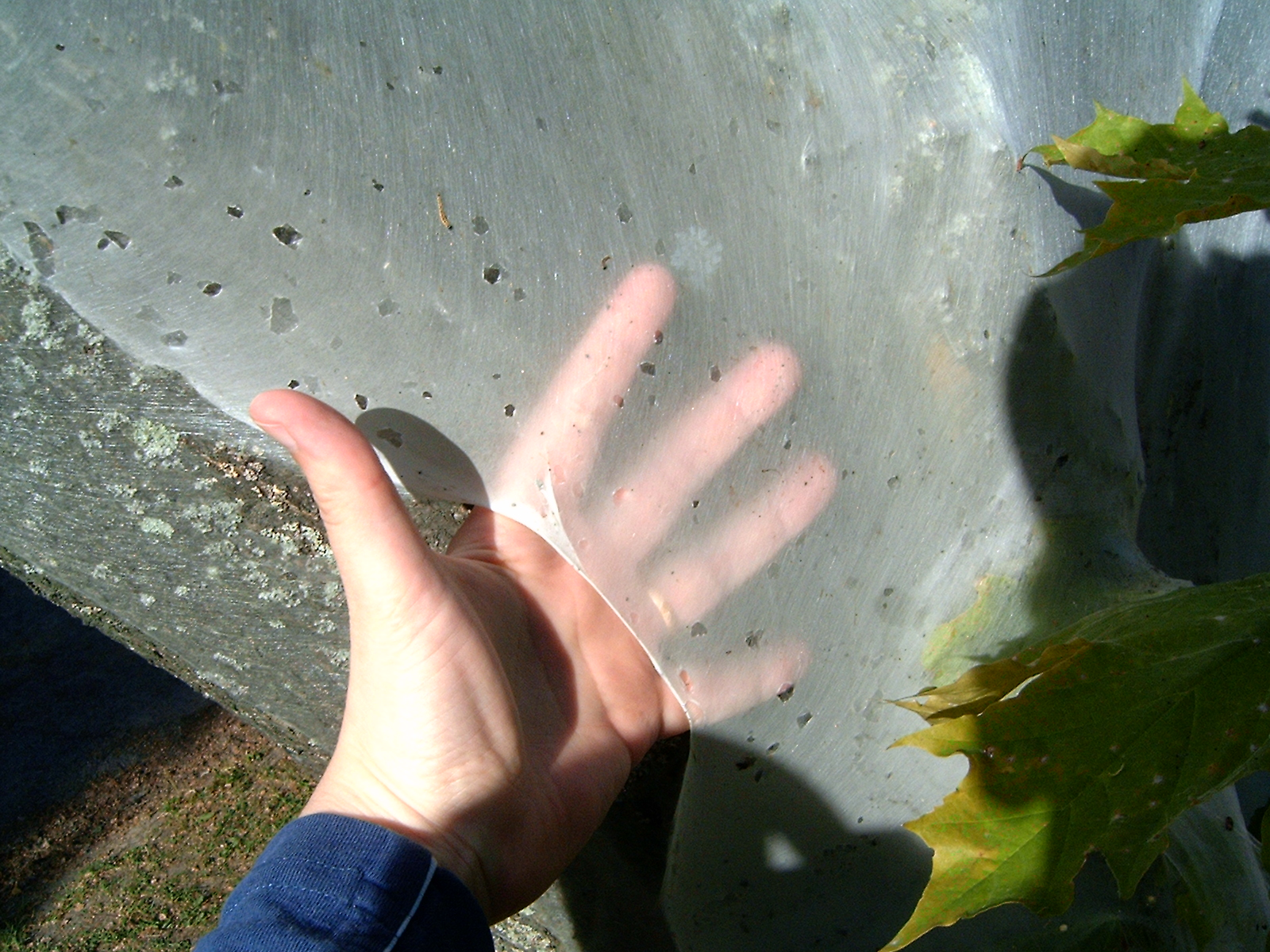
Häggspinnmalarnas larvers kollektiva väv är till för att skydda larverna mot bland annat fåglar.

Häggspinnmal (Yponomeuta evonymella) en av omkring 90 arter spinnmalar i Sverige. Häggspinnmalen är en fjäril som i sitt larvstadium lever i häggar. Larverna förpuppar sig och den kollektiva väven kokongerna gör så att hela trädet kan täckas i vit väv. Trädet kan då i folkmun kallas för spökträd. Trots att häggens löv helt kan ätas upp av larverna återhämtar sig trädet. Häggspinnmalen är även ofarlig för människan.

## Levnadscykel
När häggens blad slår ut på våren vaknar larverna som redan kläckts men inte gått ur sina ägg. Varje kull spinner ett gemensamt spinn. Äts bladen på ett träd upp förflyttar sig kolonien. I takt med att larverna växer ömsar de hud ett par gånger för att till slut förpuppas i spolformade kokonger. Typiskt i början av juni.
I form av en fjäril har häggspinnmalen vita vingar med svarta prickar. 
Efter parning kan en befruktad hona lägga omkring 60 ägg på samma ställe.
Häggspinnmalen har således de fyra formerna ägg, larv, puppa och imago (fjäril) under en livscykel.
Beroende på väder och status hos häggspinnmalens predatorer kommer utbrott med stor förekomst av häggspinnmal. Utbrotten kan vara flera år.

## Bekämpning
Man kan bekämpa häggspinnmalen då den befinner sig i larvform med den oselektiva bakterien Bacillus thuringiensis, variant kurstaki som går att köpa på plantskolor. Detta måste ske innan larverna börjar spinna. Eftersom bakteriesporen är känslig för direkt solljus bör bekämpning ske på kvällen.